# Fritz Ganz
Friedrich "Fritz" Ganz (20 de fevereiro de 1916 — 31 de março de 1992) foi um ciclista suíço. Nos Jogos Olímpicos de Verão de 1936 em Berlim, competiu representando a Suíça na prova tandem, terminando na nona posição.